# Seria GP2 – Catalunya 2016
Runda GP2 na torze Circuit de Barcelona-Catalunya – inaugurująca runda mistrzostw serii GP2 w sezonie 2016.

## Lista startowa
| Nr | Kierowca            | Zespół                  | Samochód       | Silnik              | Opony |
| -- | ------------------- | ----------------------- | -------------- | ------------------- | ----- |
| 1  | Nobuharu Matsushita | ART Grand Prix          | Dallara GP2/11 | Mecachrome V8 4.00l | P     |
| 2  | Siergiej Sirotkin   | ART Grand Prix          | Dallara GP2/11 | Mecachrome V8 4.00l | P     |
| 3  | Norman Nato         | Racing Engineering      | Dallara GP2/11 | Mecachrome V8 4.00l | P     |
| 4  | Jordan King         | Racing Engineering      | Dallara GP2/11 | Mecachrome V8 4.00l | P     |
| 5  | Alex Lynn           | DAMS                    | Dallara GP2/11 | Mecachrome V8 4.00l | P     |
| 6  | Nicholas Latifi     | DAMS                    | Dallara GP2/11 | Mecachrome V8 4.00l | P     |
| 7  | Mitch Evans         | Pertamina Campos Racing | Dallara GP2/11 | Mecachrome V8 4.00l | P     |
| 8  | Sean Gelael         | Pertamina Campos Racing | Dallara GP2/11 | Mecachrome V8 4.00l | P     |
| 9  | Raffaele Marciello  | Russian Time            | Dallara GP2/11 | Mecachrome V8 4.00l | P     |
| 10 | Artiom Markiełow    | Russian Time            | Dallara GP2/11 | Mecachrome V8 4.00l | P     |
| 11 | Gustav Malja        | Rapax                   | Dallara GP2/11 | Mecachrome V8 4.00l | P     |
| 12 | Arthur Pic          | Rapax                   | Dallara GP2/11 | Mecachrome V8 4.00l | P     |
| 14 | Philo Paz Armand    | Trident                 | Dallara GP2/11 | Mecachrome V8 4.00l | P     |
| 15 | Luca Ghiotto        | Trident                 | Dallara GP2/11 | Mecachrome V8 4.00l | P     |
| 18 | Sergio Canamasas    | Carlin                  | Dallara GP2/11 | Mecachrome V8 4.00l | P     |
| 19 | Marvin Kirchhöfer   | Carlin                  | Dallara GP2/11 | Mecachrome V8 4.00l | P     |
| 20 | Antonio Giovinazzi  | Prema Racing            | Dallara GP2/11 | Mecachrome V8 4.00l | P     |
| 21 | Pierre Gasly        | Prema Racing            | Dallara GP2/11 | Mecachrome V8 4.00l | P     |
| 22 | Oliver Rowland      | MP Motorsport           | Dallara GP2/11 | Mecachrome V8 4.00l | P     |
| 23 | Daniël de Jong      | MP Motorsport           | Dallara GP2/11 | Mecachrome V8 4.00l | P     |
| 24 | Nabil Jeffri        | Arden International     | Dallara GP2/11 | Mecachrome V8 4.00l | P     |
| 25 | Jimmy Eriksson      | Arden International     | Dallara GP2/11 | Mecachrome V8 4.00l | P     |
| Nr | Kierowca            | Zespół                  | Samochód       | Silnik              | Opony |

## Wyniki

### Sesja treningowa
| Nr | Kierowca     | Konstruktor  | Czas     | Okr. |
| -- | ------------ | ------------ | -------- | ---- |
| 21 | Pierre Gasly | Prema Racing | 1:29,519 | 18   |

### Kwalifikacje
Źródło: gp2series.com
| Poz. | Nr | Kierowca            | Konstruktor             | Czas     | Poz. s. |
| ---- | -- | ------------------- | ----------------------- | -------- | ------- |
| 1    | 21 | Pierre Gasly        | Prema Racing            | 1:27,807 | 1       |
| 2    | 3  | Norman Nato         | Racing Engineering      | 1:28,271 | 2       |
| 3    | 5  | Alex Lynn           | DAMS                    | 1:28,458 | 3       |
| 4    | 6  | Nicholas Latifi     | DAMS                    | 1:28,563 | 4       |
| 5    | 2  | Siergiej Sirotkin   | ART Grand Prix          | 1:28,655 | 5       |
| 6    | 11 | Gustav Malja        | Rapax                   | 1:28,695 | 6       |
| 7    | 22 | Oliver Rowland      | MP Motorsport           | 1:28,807 | 7       |
| 8    | 1  | Nobuharu Matsushita | ART Grand Prix          | 1:29,128 | 11      |
| 9    | 10 | Artiom Markiełow    | Russian Time            | 1:29,129 | 8       |
| 10   | 15 | Luca Ghiotto        | Trident                 | 1:29,143 | 9       |
| 11   | 20 | Antonio Giovinazzi  | Prema Racing            | 1:29,163 | 10      |
| 12   | 9  | Raffaele Marciello  | Russian Time            | 1:29,274 | 12      |
| 13   | 4  | Jordan King         | Racing Engineering      | 1:29,322 | 13      |
| 14   | 12 | Arthur Pic          | Rapax                   | 1:29,385 | 14      |
| 15   | 18 | Sergio Canamasas    | Carlin                  | 1:29,397 | 15      |
| 16   | 19 | Marvin Kirchhöfer   | Carlin                  | 1:29,440 | 16      |
| 17   | 23 | Daniël de Jong      | MP Motorsport           | 1:29,464 | 17      |
| 18   | 7  | Mitch Evans         | Pertamina Campos Racing | 1:29,478 | 18      |
| 19   | 25 | Jimmy Eriksson      | Arden International     | 1:29,942 | 19      |
| 20   | 24 | Nabil Jeffri        | Arden International     | 1:30,254 | 20      |
| 21   | 8  | Sean Gelael         | Pertamina Campos Racing | 1:30,304 | 22      |
| 22   | 14 | Philo Paz Armand    | Trident                 | 1:30,609 | 21      |
| Poz. | Nr | Kierowca            | Konstruktor             | Czas     | Poz. s. |

### Główny wyścig

#### Wyścig
Źródło: Wyprzedź Mnie!
| P                 | + / –     | Nr | Kierowca            | Konstruktor             | Okr. | Czas / Strata | Komentarz |
| ----------------- | --------- | -- | ------------------- | ----------------------- | ---- | ------------- | --------- |
| 1                 | 1         | 3  | Norman Nato         | Racing Engineering      | 33   | 58:51,044     |           |
| 2                 | 2         | 6  | Nicholas Latifi     | DAMS                    | 33   | +0:01,337     |           |
| 3                 | 2         | 21 | Pierre Gasly        | Prema Racing            | 33   | +0:04,248     |           |
| 4                 | 4         | 10 | Artiom Markiełow    | Russian Time            | 33   | +0:05,145     |           |
| 5                 | 10        | 18 | Sergio Canamasas    | Carlin                  | 33   | +0:07,294     |           |
| 6                 | 3         | 5  | Alex Lynn           | DAMS                    | 33   | +0:07,596     |           |
| 7                 | 6         | 4  | Jordan King         | Racing Engineering      | 33   | +0:08,678     |           |
| 8                 | 4         | 9  | Raffaele Marciello  | Russian Time            | 33   | +0:11,544     |           |
| 9                 | 3         | 11 | Gustav Malja        | Rapax                   | 33   | +0:13,102     |           |
| 10                | 3         | 22 | Oliver Rowland      | MP Motorsport           | 33   | +0:17,513     |           |
| 11                | Bez zmian | 1  | Nobuharu Matsushita | ART Grand Prix          | 33   | +0:18,526     |           |
| 12                | 6         | 7  | Mitch Evans         | Pertamina Campos Racing | 33   | +0:21,773     |           |
| 13                | 1         | 12 | Arthur Pic          | Rapax                   | 33   | +0:23,022     |           |
| 14                | 3         | 23 | Daniël de Jong      | MP Motorsport           | 33   | +0:23,787     |           |
| 15                | 1         | 19 | Marvin Kirchhöfer   | Carlin                  | 33   | +0:24,125     |           |
| 16                | 3         | 25 | Jimmy Eriksson      | Arden International     | 33   | +0:24,348     |           |
| 17                | 5         | 8  | Sean Gelael         | Pertamina Campos Racing | 33   | +0:27,522     |           |
| 18                | 8         | 20 | Antonio Giovinazzi  | Prema Racing            | 33   | +0:12,156     | [ 4 ]     |
| 19                | 1         | 24 | Nabil Jeffri        | Arden International     | 32   | +1 okr.       |           |
| Niesklasyfikowani |           |    |                     |                         |      |               |           |
|                   |           | 14 | Philo Paz Armand    | Trident                 | 28   | +5 okr.       |           |
|                   |           | 2  | Siergiej Sirotkin   | ART Grand Prix          | 23   | +10 okr.      |           |
|                   |           | 15 | Luca Ghiotto        | Trident                 | 0    | +33 okr.      |           |
| P                 | + / –     | Nr | Kierowca            | Konstruktor             | Okr. | Czas / Strata | Komentarz |

#### Najszybsze okrążenie
| Nr | Kierowca    | Konstruktor        | Czas     | Okr. |
| -- | ----------- | ------------------ | -------- | ---- |
| 3  | Norman Nato | Racing Engineering | 1:34,050 | 28   |

### Sprint

#### Wyścig
Źródło: Wyprzedź Mnie!
| P                 | + / –     | Nr | Kierowca            | Konstruktor             | Okr. | Czas / Strata | Komentarz |
| ----------------- | --------- | -- | ------------------- | ----------------------- | ---- | ------------- | --------- |
| 1                 | 2         | 5  | Alex Lynn           | DAMS                    | 26   | 43:50,241     |           |
| 2                 | 4         | 21 | Pierre Gasly        | Prema Racing            | 26   | +0:00,377     |           |
| 3                 | 1         | 4  | Jordan King         | Racing Engineering      | 26   | +0:01,120     |           |
| 4                 | 1         | 10 | Artiom Markiełow    | Russian Time            | 26   | +0:02,168     |           |
| 5                 | 4         | 9  | Raffaele Marciello  | Russian Time            | 26   | +0:03,382     |           |
| 6                 | 4         | 22 | Oliver Rowland      | MP Motorsport           | 26   | +0:03,990     |           |
| 7                 | Bez zmian | 6  | Nicholas Latifi     | DAMS                    | 26   | +0:04,584     |           |
| 8                 | 3         | 1  | Nobuharu Matsushita | ART Grand Prix          | 26   | +0:05,647     |           |
| 9                 | 5         | 18 | Sergio Canamasas    | Carlin                  | 26   | +0:08,115     |           |
| 10                | 1         | 11 | Gustav Malja        | Rapax                   | 26   | +0:08,419     |           |
| 11                | 10        | 2  | Siergiej Sirotkin   | ART Grand Prix          | 26   | +0:08,698     |           |
| 12                | 10        | 15 | Luca Ghiotto        | Trident                 | 26   | +0:08,828     |           |
| 13                | 4         | 8  | Sean Gelael         | Pertamina Campos Racing | 26   | +0:09,178     |           |
| 14                | 2         | 7  | Mitch Evans         | Pertamina Campos Racing | 26   | +0:09,650     |           |
| 15                | Bez zmian | 19 | Marvin Kirchhöfer   | Carlin                  | 26   | +0:10,152     |           |
| 16                | 8         | 3  | Norman Nato         | Racing Engineering      | 26   | +0:10,430     |           |
| 17                | 3         | 23 | Daniël de Jong      | MP Motorsport           | 26   | +0:10,726     |           |
| 18                | 1         | 24 | Nabil Jeffri        | Arden International     | 26   | +0:11,672     |           |
| 19                | 3         | 25 | Jimmy Eriksson      | Arden International     | 25   | +1 okr.       |           |
| Niesklasyfikowani |           |    |                     |                         |      |               |           |
|                   |           | 12 | Arthur Pic          | Rapax                   | 20   | +13 okr.      |           |
|                   |           | 20 | Antonio Giovinazzi  | Prema Racing            | 20   | +13 okr.      |           |
|                   |           | 14 | Philo Paz Armand    | Trident                 | 13   | +20 okr.      |           |
| P                 | + / –     | Nr | Kierowca            | Konstruktor             | Okr. | Czas / Strata | Komentarz |

#### Najszybsze okrążenie
| Nr | Kierowca     | Konstruktor  | Czas     | Okr. |
| -- | ------------ | ------------ | -------- | ---- |
| 21 | Pierre Gasly | Prema Racing | 1:33,263 | 6    |

## Klasyfikacja po zakończeniu rundy

### Kierowcy
| P                 | +/− | Kierowca            | Starty | Punkty | P1 | P2 | P3 | PP | NO | NS |
| ----------------- | --- | ------------------- | ------ | ------ | -- | -- | -- | -- | -- | -- |
| 1                 | N   | Pierre Gasly        | 2      | 33     | –  | 1  | 1  | 1  | 1  | –  |
| 2                 | N   | Norman Nato         | 2      | 27     | 1  | –  | –  | –  | 1  | –  |
| 3                 | N   | Alex Lynn           | 2      | 23     | 1  | –  | –  | –  | –  | –  |
| 4                 | N   | Nicholas Latifi     | 2      | 20     | –  | 1  | –  | –  | –  | –  |
| 5                 | N   | Artiom Markiełow    | 2      | 20     | –  | –  | –  | –  | –  | –  |
| 6                 | N   | Jordan King         | 2      | 16     | –  | –  | 1  | –  | –  | –  |
| 7                 | N   | Raffaele Marciello  | 2      | 10     | –  | –  | –  | –  | –  | –  |
| 8                 | N   | Sergio Canamasas    | 2      | 10     | –  | –  | –  | –  | –  | –  |
| 9                 | N   | Oliver Rowland      | 2      | 5      | –  | –  | –  | –  | –  | –  |
| 10                | N   | Gustav Malja        | 2      | 2      | –  | –  | –  | –  | –  | –  |
| 11                | N   | Nobuharu Matsushita | 2      | 1      | –  | –  | –  | –  | –  | –  |
| 12                | N   | Siergiej Sirotkin   | 2      | 0      | –  | –  | –  | –  | –  | 1  |
| 13                | N   | Mitch Evans         | 2      | 0      | –  | –  | –  | –  | –  | –  |
| 14                | N   | Luca Ghiotto        | 2      | 0      | –  | –  | –  | –  | –  | 1  |
| 15                | N   | Sean Gelael         | 2      | 0      | –  | –  | –  | –  | –  | –  |
| 16                | N   | Arthur Pic          | 2      | 0      | –  | –  | –  | –  | –  | 1  |
| 17                | N   | Daniël de Jong      | 2      | 0      | –  | –  | –  | –  | –  | –  |
| 18                | N   | Marvin Kirchhöfer   | 2      | 0      | –  | –  | –  | –  | –  | –  |
| 19                | N   | Jimmy Eriksson      | 2      | 0      | –  | –  | –  | –  | –  | –  |
| 20                | N   | Nabil Jeffri        | 2      | 0      | –  | –  | –  | –  | –  | –  |
| 21                | N   | Antonio Giovinazzi  | 2      | 0      | –  | –  | –  | –  | –  | 1  |
| Niesklasyfikowani |     |                     |        |        |    |    |    |    |    |    |
|                   |     | Philo Paz Armand    | 2      | –      | –  | –  | –  | –  | –  | 2  |
| P                 | +/− | Kierowca            | Starty | Punkty | P1 | P2 | P3 | PP | NO | NS |

### Zespoły
| P  | +/− | Konstruktor             | Starty | Punkty | P1 | P2 | P3 | PP | NO | NS |
| -- | --- | ----------------------- | ------ | ------ | -- | -- | -- | -- | -- | -- |
| 1  | N   | DAMS                    | 4      | 43     | 1  | 1  | –  | –  | –  | –  |
| 2  | N   | Racing Engineering      | 4      | 43     | 1  | –  | 1  | –  | 2  | –  |
| 3  | N   | Prema Racing            | 4      | 33     | –  | 1  | 1  | 3  | 1  | 1  |
| 4  | N   | Russian Time            | 4      | 30     | –  | –  | –  | –  | –  | –  |
| 5  | N   | Carlin                  | 4      | 10     | –  | –  | –  | –  | –  | –  |
| 6  | N   | MP Motorsport           | 4      | 5      | –  | –  | –  | –  | –  | –  |
| 7  | N   | Rapax                   | 4      | 2      | –  | –  | –  | –  | –  | 1  |
| 8  | N   | ART Grand Prix          | 4      | 1      | –  | –  | –  | –  | –  | 1  |
| 9  | N   | Pertamina Campos Racing | 4      | 0      | –  | –  | –  | –  | –  | –  |
| 10 | N   | Trident                 | 4      | 0      | –  | –  | –  | –  | –  | 3  |
| 11 | N   | Arden International     | 4      | 0      | –  | –  | –  | –  | –  | –  |
| P  | +/− | Kierowca                | Starty | Punkty | P1 | P2 | P3 | PP | NO | NS |